# Венера 14
Венера 14 е автоматичен космически апарат, изстрелян от СССР на 4 ноември 1981 г. в 05:31 стандартно време с цел изследване на Венера. Общата маса на апарата е 760 kg. Спускаемият модул навлиза в атмосферата на планетата на 5 март 1982 г. Осъществено е меко кацане в осветената част на планетата, като Слънцето се намира близо до зенит. Апаратът каца на повърхността в 05:17 ст. време на място с координати 13,15° с. ш. и 310° и. д., в близост до издигната област наречена регион Феба и на около 950 km в югозападна посока от Венера 13.
Спускаемият модул е подобен на тези в предишните три мисии и е херметично изолиран. Налични са топлинен щит и три основни парашута намаляващи скоростта на апарата от орбитална до свободно падане. В долната част е монтиран пръстен, поглъщащ енергията на удара с повърхността на планетата. Във вътрешността се намира охладителна система, поддържаща работна температура за нормална работа на инструментите и комуникационната система. В горната част е монтирана спираловидна антена. Данните от спускаемия модул биват предавани към орбиталния модул на орбита около Венера, който ги ретранслира към Земята. Проведените измервания включват химичен и изотопен анализ на газовете в атмосферата на Венера, профили на осветеността и установяване на наличността на светкавици. Оборудването включва и телевизионни камери, рентгенов флуоресцентен спектрометър, сонда за повърхностен материал, уред за установяване на механичните свойства на повърхността и сеизмометър.
Снимките на повърхността разкриват плоски скални плочи и тъмен фин материал. С помощта на механичната сонда част от този материал е анализиран спектрографски във вътрешността на апарата, разкривайки скали подобни на океански базалт.
Апаратът функционира в продължение на 127 минути въпреки че са предивидени около 32. Измерено е атмосферно налягане от 84 атмосфери (8,5 MPa) и температура от 457 °C.

## Снимки
Дон Мичъл чрез допълнително анализиране на записи от оригиналните сигнали, изпратени от апаратите Венера, възстановява снимки с подобрено качество. . Въпреки че снимките са по-ясни от оригиналите, е необходим допълнителен анализ за установяване на точен цветови баланс.